# RCD 에스파뇰 B
레이알 클루브 데포르티우 에스파뇰 데 바르셀로나 "B"(카탈루냐어: Reial Club Deportiu Espanyol de Barcelona "B", 바르셀로나의 왕립 스페인인 스포츠단 "B팀")는 에스파뇰의 2군으로, 카탈루냐 주의 바르셀로나를 연고로 하고 있다. 이 구단은 1991년에 창단되어 현재 세군다 페데라시온 3조에 속해 있으며, 안방 경기를 3,000명 수용 가능한 시우타트 에스포르티바 다니 하르케에서 치른다.
스페인 리그는 특성상 2군이 1군과 별도가 아닌 같은 리그 시스템에 참가할 수 있다. 그러나, 2군 구단은 1군과 같은 리그로 승격이 불가능하며 코파 델 레이에도 참가할 수 없다.

## 역사
1981년, 푸트볼 클루브 크리스티넹크(Futbol Club Cristinenc, 크리스티넹크 축구단)이 지로나 도 산타 크리스티나 다오에 찯단했다. 이 구단은 하부 리그에서 테르세라 디비시온으로 승격하기 전까지 빠른 속도로 성장했다. 이 구단은 이후 에스파뇰의 위성 구단으로 자리잡았다.
1991년, 구단 명칭은 크리스트넹크-에스파뇰(Cristinenc-Espanyol)로 변경되었고, 3년 뒤에는 현재 명칭인 레알 클루브 데포르티보 에스파뇰 B(Real Club Deportivo Espanyol B, 바르셀로나의 왕립 스페인인 스포츠단 B팀)로 변경되었고, 에스파뇰의 2군으로 자리잡았다. 이 구단은 4부 리그와 3부 리그 사이를 왕래했고, 가장 오래 한 리그에 머문 시기에는 2001-02 시즌에 리그를 2위로 마치기도 했다. 카탈루냐 연고 구단은 플레이오프전에 세 번 참가했지만 모두 좌초되었다.
2009-10 시즌, 에스파뇰 B는 리그 16위로 강등권 바로 위로 마감했고, 강등 플레이오프전 끝에 강등당했다.

## 수상
- 테르세라 디비시온 우승 3회
  - 우승: 1994–95, 2008–09, 2017–18

## 선수

### 현역
2025년 1월 31일 기준
참고: FIFA 자격 규정에 따라 소속된 국가대표팀 국기를 표시합니다. 선수는 복수의 FIFA 비회원국 국적을 가지고 있을 수 있습니다.
| 번호 | 포지션 | 국적 | 이름                |
| ---- | ------ | ---- | ------------------- |
| 1    | GK     |      | 알바로 파체코       |
| 2    | DF     |      | 호세 앙헬 로페스    |
| 3    | DF     |      | 휴고 카로즈         |
| 4    | DF     |      | 마르코스 페르난데스 |
| 5    | DF     |      | 앙헬 고메즈         |
| 7    | DF     |      | 마르크 후라도       |
| 8    | MF     |      | 라펠 바우자         |
| 10   | FW     |      | 레오 살라자르       |
| 11   | FW     |      | 루크 카스텔         |
| 13   | GK     |      | 요렌스 세레드       |

| 번호 | 포지션 | 국적 | 이름            |
| ---- | ------ | ---- | --------------- |
| 14   | FW     |      | 얀 모레노       |
| 15   | DF     |      | 카를로스 산체스 |
| 16   | MF     |      | 페란 고메즈     |
| 17   | MF     |      | 팀 카루타스     |
| 18   | FW     |      | 빅토르 밍고     |
| 20   | MF     |      | 알렉스 알만사   |
| 21   | DF     |      | 로저 히노조     |
| 24   | MF     |      | 미구엘 론도뇨   |

## 역대 감독
| 감독                            | 임기        |
| ------------------------------- | ----------- |
| 파코 플로레스                   | 1994 ~ 1997 |
| 파코 플로레스                   | 1999 ~ 2000 |
| 틴틴 마르케스                   | 2002 ~ 2004 |
| 주안 프란세스크 페레르 시실리아 | 2005 ~ 2008 |